# Pedro Vite
Pedro Jeampierre Vite Uca (ur. 9 marca 2002 w Babahoyo) – ekwadorski piłkarz występujący na pozycji ofensywnego lub środkowego pomocnika, reprezentant Ekwadoru, od 2021 roku zawodnik kanadyjskiego Vancouver Whitecaps.